# Чанбай-Корейський автономний повіт
41°25′00″ пн. ш. 128°12′00″ сх. д. / 41.416666666667° пн. ш. 128.2° сх. д.
Чанбай-Корейський автономний повіт (кит. 长白朝鲜族自治县, пін. Chángbái Cháoxiānzú Zìzhìxiàn) — один із повітів КНР у складі префектури Байшань, провінція Цзілінь. Адміністративний центр — містечко Чанбай.

## Географія
Чанбай-Корейський автономний повіт лежить на висоті понад 720 метрів над рівнем моря на північ від річки Ялуцзян у межах плоскогір'я Чанбайшань.

### Клімат
Повіт знаходиться у зоні, котра характеризується континентальним субарктичним кліматом. Найтепліший місяць — липень із середньою температурою 20 °C. Найхолодніший місяць — січень, із середньою температурою -16,8 °С.
| Клімат повіту Чанбай-Корьо | Клімат повіту Чанбай-Корьо | Клімат повіту Чанбай-Корьо | Клімат повіту Чанбай-Корьо | Клімат повіту Чанбай-Корьо | Клімат повіту Чанбай-Корьо | Клімат повіту Чанбай-Корьо | Клімат повіту Чанбай-Корьо | Клімат повіту Чанбай-Корьо | Клімат повіту Чанбай-Корьо | Клімат повіту Чанбай-Корьо | Клімат повіту Чанбай-Корьо | Клімат повіту Чанбай-Корьо | Клімат повіту Чанбай-Корьо |
| Показник                   | Січ.                       | Лют.                       | Бер.                       | Квіт.                      | Трав.                      | Черв.                      | Лип.                       | Серп.                      | Вер.                       | Жовт.                      | Лист.                      | Груд.                      | Рік                        |
| Середній максимум, °C      | −9,3                       | −3,7                       | 3,2                        | 12,9                       | 20,1                       | 24,7                       | 26,4                       | 26                         | 21,3                       | 13,4                       | 2,1                        | −7,4                       | 10,8                       |
| Середня температура, °C    | −16,8                      | −11,8                      | −4                         | 5,3                        | 12,1                       | 16,9                       | 20                         | 19,2                       | 13                         | 5,1                        | −4,9                       | −14,4                      | 3,3                        |
| Середній мінімум, °C       | −22,8                      | −18,7                      | −10,3                      | −1,5                       | 5                          | 10,5                       | 15,1                       | 14,1                       | 6,8                        | −1,3                       | −10,4                      | −20,1                      | −2,8                       |
| Норма опадів, мм           | 8.3                        | 10.8                       | 16.9                       | 35.4                       | 72.2                       | 101.5                      | 160.1                      | 118.7                      | 66.3                       | 30.3                       | 22.9                       | 12.9                       | 656.3                      |
| Вологість повітря, %       | 68                         | 63                         | 59                         | 57                         | 60                         | 69                         | 77                         | 78                         | 74                         | 63                         | 68                         | 69                         | 67.1                       |
| -------------------------- | -------------------------- | -------------------------- | -------------------------- | -------------------------- | -------------------------- | -------------------------- | -------------------------- | -------------------------- | -------------------------- | -------------------------- | -------------------------- | -------------------------- | -------------------------- |
| Джерело: data.cma.cn       |                            |                            |                            |                            |                            |                            |                            |                            |                            |                            |                            |                            |                            |